# Katalin Sárosi

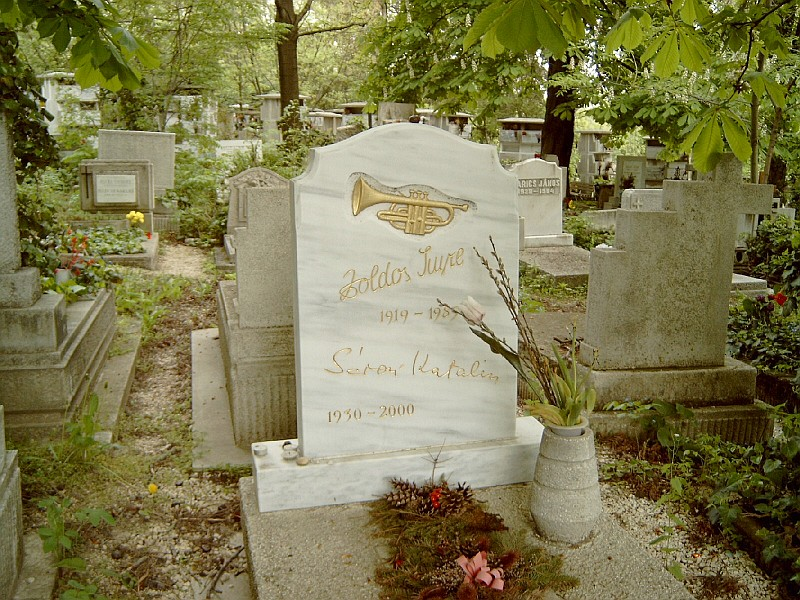
Katalin Sárosis grav i Budapest

Katalin Sárosi, född 23 juni 1930, död 1 november 2000, var en ungersk sångerska.

## Diskografi (i urval)
- 1962 – Különös Éjszaka Volt